# Pasażerowie wiatru
Pasażerowie wiatru (fr. Les Passagers du vent) – francuska seria komiksowa autorstwa François Bourgeona, ukazująca się od 1979 do 2022 nakładem wydawnictw Glénat, Casterman i 12bis i Delcourt. Polskim wydawcą serii jest Egmont Polska.

## Fabuła
Akcja serii rozgrywa się na przestrzeni XVIII i XIX wieku i rozpoczyna w czasie francusko-angielskiej wojny o kolonie. Isa – arystokratka, której skradziono tożsamość, oraz Hoel – marynarz oskarżony o morderstwo, trafiają na statek płynący do Ameryki. Okręt zawija do Dahomeju portu po towar – niewolników. Stąd rusza dalej, na wyspę Saint-Domingue. Jednak po drodze na statku dochodzi do buntu niewolników.

## Tomy
| Tom           | Tytuł i rok wydania polskiego                 | Tytuł i rok wydania oryginalnego             | Uwagi                                                                            |
| Pierwszy cykl | Pierwszy cykl                                 | Pierwszy cykl                                | Pierwszy cykl                                                                    |
| ------------- | --------------------------------------------- | -------------------------------------------- | -------------------------------------------------------------------------------- |
| 1             | Dziewczyna z rufówki (2015)                   | La Fille sous la dunette (1979)              | Po polsku tomy ukazały się w albumie zbiorczym Pasażerowie wiatru. Tom 1 (2015). |
| 2             | Ponton (2015)                                 | Le Ponton (1980)                             | Po polsku tomy ukazały się w albumie zbiorczym Pasażerowie wiatru. Tom 1 (2015). |
| 3             | Faktoria Juda (2015)                          | Le Comptoir de Juda (1981)                   | Po polsku tomy ukazały się w albumie zbiorczym Pasażerowie wiatru. Tom 1 (2015). |
| 4             | Godzina węża (2015)                           | L'Heure du serpent (1982)                    | Po polsku tomy ukazały się w albumie zbiorczym Pasażerowie wiatru. Tom 1 (2015). |
| 5             | Hebanowy ładunek (2015)                       | Le Bois d'ébène (1984)                       | Po polsku tomy ukazały się w albumie zbiorczym Pasażerowie wiatru. Tom 1 (2015). |
| Drugi cykl    |                                               |                                              |                                                                                  |
| 6             | Dziewczynka z Lasu Kajmanów – Księga 1 (2015) | La Petite Fille Bois-Caïman – Livre 1 (2009) | Po polsku tomy ukazały się w albumie zbiorczym Pasażerowie wiatru. Tom 2 (2015). |
| 7             | Dziewczynka z Lasu Kajmanów – Księga 2 (2015) | La Petite Fille Bois-Caïman – Livre 2 (2010) | Po polsku tomy ukazały się w albumie zbiorczym Pasażerowie wiatru. Tom 2 (2015). |
| Trzeci cykl   |                                               |                                              |                                                                                  |
| 8             | Krew czereśni – Księga 1 (2024)               | Le Sang de cerises – Livre 1 (2018)          | Po polsku tomy ukazały się w albumie zbiorczym Pasażerowie wiatru. Tom 3 (2024). |
| 9             | Krew czereśni – Księga 2 (2024)               | Le Sang de cerises – Livre 2 (2022)          | Po polsku tomy ukazały się w albumie zbiorczym Pasażerowie wiatru. Tom 3 (2024). |

## Nagrody
Seria zdobyła dużą popularność we Francji i sprzedana została w kilku milionach egzemplarzy. Za pierwszy tom François Bourgeon otrzymał w 1980 roku nagrodę za najlepszy rysunek na Międzynarodowym Festiwalu Komiksu w Angoulême.